# フォイエルバッハ論
ルートヴィヒ・フォイエルバッハとドイツ古典哲学の終結（ドイツ語: Ludwig Feuerbach und der Ausgang der klassischen deutschen Philosophie）は、フリードリヒ・エンゲルスによる科学的社会主義思想に関する著作である。1886年に雑誌『ノイエ・ツァイト』に2回に分けて掲載されたものに序と付録を付けて、1888年に出版された。日本では一般に『フォイエルバッハ論』（フォイエルバッハろん）と通称される。

## 概要
この著作は、デンマークの哲学者カール・ニコラス・シュタルケが書いた『ルートヴィヒ・フォイエルバッハ』（シュトゥットガルト、フェルディナント・エンケ書店、1885年）への書評として、ドイツ社会主義労働者党の機関誌『ノイエ・ツァイト』（Die Neue Zeit）の編集部から依頼されてエンゲルスが執筆したものである。原稿は1886年に『ノイエ・ツァイト』の第4号および第5号に2回に分けて掲載された。しかし、書評という体裁にもかかわらず、実際にはヘーゲルからフォイエルバッハ、マルクスへと続く思想的な変遷を明らかにし、科学的社会主義（マルクス主義）の世界観および歴史観を要約的に論じたものとなった。その後、本文をまとめて序と付録を付けて、シュトゥットガルトのディーツ出版社（Dietz Verlag）から1888年に出版された。
マルクスとエンゲルスは当初、青年ヘーゲル派に属していたが、次第にフォイエルバッハの唯物論哲学の影響を受けるようになった。フォイエルバッハの宗教批判・国家批判の影響は、マルクス「ユダヤ人問題によせて」（1843年）や二人の共同著作である『聖家族』（1844年）に見ることができる。しかし、ドイツ・イデオロギー（1845年）に至ると二人はフォイエルバッハを批判するようになり、彼ら自身の科学的社会主義の世界観・歴史観に到達した。この時の原稿の一部である「フォイエルバッハに関するテーゼ」が本書では付録として収録されている。こうした青年時代から40年の時を経て、エンゲルスが66歳の時に本書の原稿は書かれ、マルクスとの密接な協力のもとに長年行われた研究と実践およびその成果に基づいて、こうした哲学的な発展をエンゲルスは描いている。
出版後、本書は彼らの思想を簡潔にまとめた貴重な文献として広く読まれた。一方で、生前のマルクスが述べていない論点についてはマルクスからの逸脱を指摘する説もあらわれた。マルクス主義の入門書であるとともに論争の書である。

## 内容

### 序
『フォイエルバッハ論』は、C.N.シュタルケ著『ルートヴィヒ・フォイエルバッハ』（1885）に対する書評を依頼されたのをきっかけに書かれたものである。その意図するところは、ドイツ古典哲学がイギリスなどで復活してきた状況のもとで、マルクス、エンゲルスがヘーゲル哲学から出発し、ヘーゲル哲学から離れて行った経過を明らかにすること、同時に、その時のフォイエルバッハの役割の大きさを示すことで彼への借りを返すことと述べられている。

### 第一節
1848年革命以前のドイツ哲学を振り返り、ヘーゲル哲学が、時代・政治権力の擁護という側面を持ちながら、同時にその弁証法が革命的な側面を持つことが指摘されている。ヘーゲルの死後、ヘーゲル学派内は宗教をめぐって対立する。ヘーゲル哲学では、理念が根源的なものであり、自然は理念が堕落したものとみる。その前提のうえで、世界を動かしているのは「実体」か「自己意識」か等の論争が続いていた。フォイエルバッハは唯物論を主張することによって、その論争を粉砕した。彼の主張は「自然と人間のほかには何も存在しない」、「神は人間の（神なしでいられないという）本質が反映したものにすぎない」というものである。当時、フォイエルバッハの唯物論は熱狂的に受け入られた。しかし、そのうちに1848年革命が起き、哲学全体を押しのけてしまった。

### 第二節
思考と存在の関係がすべての哲学の根本問題であったと指摘し、近代西欧哲学においては、精神と自然のどちらに優位を置くかで2大陣営（観念論・唯物論）に分かれたと言う。関連して、思考と存在の同一性に異議を挟むヒューム・カントの批判に触れる。実験と産業がカントの「物自体」を反駁しているという。18・19世紀の産業と自然科学の発展が、哲学の、とりわけ唯物論の発展をもたらしたと指摘し、しかしドイツの遅れた状況はフォイエルバッハをその一段階に留まらせたと言う。

### 第三節
フォイエルバッハの宗教論・倫理学にある観念論を指摘する。フォイエルバッハは、キリスト教の神が人間の幻想的反映であると証明するが、彼の「人間」は抽象的思想象に留まっている。したがって道徳も抽象的にしか論ずることが出来ていないし、その他の社会関係への視点もない。彼の道徳観がどのように時代に制約されたものであるかを詳細に指摘する。

### 第四節
フォイエルバッハが捨てたヘーゲルを、捨てるのではなく批判的に継承する方向で、唯物論を再措定して、始まっている。唯物論とは、現実の世界を先入観なしに、現れるがままに理解し、空想的な連関ではないものなのだと、それ自身がもたらす事実に一致しないすべての観念論的奇想を抛棄することであるとされた。ヘーゲルにあっては概念の展開に過ぎなかった弁証法は、現実の世界の弁証法的反映に過ぎないと捉え返される。この唯物論の進展は、自然科学に於ける三大発見（細胞の発見・エネルギーの転換・ダーウィンの理論）を始めとする進展によって裏付けられていると言う。社会科学が観念性を脱し、社会関係を諸過程の連関として把握できるようになってきたのは、現代にあっては歴史的連関が単純化したからだと言う。近代にあっては政治闘争は階級闘争であり、階級の成立は経済的な原因による。国家、法律、それらを支えるイデオロギーも経済的連関の内にあること、宗教もまた例外でないことが述べられる。マルクス主義歴史観は、歴史そのものに則して証明されなければならないとし、そのようになされたものとまた思うと述べられる。それとともに哲学は終焉し、論理学と弁証法を残すのみとなり、「ドイツの労働運動が、ドイツ古典哲学の相続人である」と結ぶ。

## 日本語訳
フォイエルバッハ論は入門的テキストとされたことから、岩波文庫・国民文庫で2回の訳が出るなど、多くの日本語訳が出版されている。この他、原文解説として『フォイエルバッハ論』（武村次郎、南江堂、1956年）および『フォイエルバッハ論』（森宏一、青木書店・マルクス＝レーニン主義入門叢書、1965年）もある。
- 『「フォイエルバッハとドイツ古典哲学の終結」『フォイエルバッハ論』、佐野文夫訳、同人社書店、1925年』 - 国立国会図書館デジタルコレクション
- 「フォイエルバッハとドイツ古典哲学の終結」『フォイエルバッハ論』、佐野文夫訳、岩波文庫、1929年
  - 戦後、1948年に復刊され、2005年に一穂社より復刻版が出される。 ISBN 978-4861810428
- 「ルドヰッヒ・フォイエルバッハと獨逸古典哲学の終末」、『マルクス・エンゲルス全集 第12巻』、阪本勝訳、改造社、1929年
- 『フォイエルバッハ論』、道瀬幸雄訳、船形書院、1946年
- 「ルートウィヒ・フォイエルバッハと古典哲学の終結」『フォイエルバッハ論』、出隆・藤川覚訳、大月書店・唯物論新書4、1948年
  - のち新版として、『フォイエルバッハ論』、大月書店・マルクス主義叢書4、1951年および『フォイエルバッハ論』、国民文庫社・国民文庫14、1954年が出される。
- 「L.フォイエルバッハとドイツ古典哲学の終結」『フォイエルバッハ論――ルートウィヒ・フォイエルバッハと古典哲学の終結』、野田弥三郎訳、彰考書院・マルクス・エンゲルス著作集、1948年
  - のち新版として、『フォイエルバッハ論――ルートウィヒ・フォイエルバッハと古典哲学の終結　全訳解説』、青木書店・青木文庫51、1952年が出される。
- 「フォイエルバッハ論」、マルクス＝レーニン主義研究所編『マルクス・エンゲルス選集　第15巻（上・下）』、大月書店、1950年
  - のちに合冊版として、マルクス＝レーニン主義研究所編『マルクス・エンゲルス選集　第15巻』、大月書店、1953年が出される。
- 「ルードウィヒ・フォイエルバッハとドイツ古典哲学の終結」ソ連共産党マルクス＝エンゲルス＝レーニン主義研究所編『マルクス＝エンゲルス2巻選集 第2巻』、マルクス＝レーニン主義研究所訳、大月書店、1953年
  - のち普及版として、『マルクス＝エンゲルス選集 第8巻』、大月書店、1955年が出される。
- 「ルートヴィヒ・フォイエルバッハとドイツ古典哲学の終結」『フォイエルバッハ論』、松村一人訳、岩波文庫、1960年 ISBN 978-4003412893
- 「フォイエルバッハ論」、『世界の大思想 第2期第5 エンゲルス』、長坂聡訳、河出書房、1967年
  - 復刻版として、『ワイド版世界の大思想 3-5』、河出書房新社、2005年が出される。
- 「ルートヴィヒ・フォイエルバッハとドイツ古典哲学の終結」『マルクス＝エンゲルス全集　第21巻』、大月書店、1971年 ISBN 978-4272002108
- 『フォイエルバッハ論』、藤川覚・秋間実訳、大月書店・国民文庫14、1972年 ISBN 978-4272801404
- 「ルートヴィヒ・フォイエルバッハとドイツ古典哲学の終結」『マルクス＝エンゲルス8巻選集 第8巻』、同翻訳委員会訳、大月書店、1974年 ISBN 978-4272005086
- 「ルートヴィヒ・フォイエルバッハとドイツ古典哲学の終結」『フォイエルバッハ論』、森宏一訳、新日本出版社・新日本文庫37、1975年 ISBN 978-4406003568
- 『フォイエルバッハ論』、藤川覚・秋間実訳、大月書店・大月センチュリーズ、1983年 ISBN 978-4272005260
- 「ルートヴィヒ・フォイエルバッハとドイツ古典哲学の終結」『フォイエルバッハ論』、森宏一訳、新日本出版社・科学的社会主義の古典選書、1998年 ISBN 978-4406026192
- 「フォイエルバッハとドイツ古典哲学の終結」『フォイエルバッハ論』、渡邉憲正訳、大月書店・マルクス・フォー・ビギナー5、2010年 ISBN 978-4272005352